# Sex Movie in 4D
Sex Movie in 4D (Sex Drive) è un film commedia del 2008, diretto da Sean Anders, basato sul romanzo All the Way di Andy Behrens.
Il titolo, una parodia della tecnologia 4D, indica le quattro tematiche del film che gli sono state abbinate durante la creazione del titolo italiano: "demenziale, divertente, duro e dissacrante".
Il film in lingua originale è stato distribuito in due versioni: una è Sex Drive R-Rated Edition e corrisponde a quella italiana; l'altra versione è Sex Drive Unrated Edition, ovvero completa di scene che sono state successivamente tagliate, in alcune delle quali gli attori improvvisano o scoppiano a ridere; inoltre compaiono numerose immagini di uomini e donne completamente nudi, parti genitali e alcune battute sono state ridoppiate e rese più "sconce" rispetto alla versione R-Rated.

## Trama
Ian è un ragazzo di 18 anni dal carattere sensibile, un po' impacciato con le ragazze ed è ancora vergine. I suoi migliori amici sono Felicia, di cui lui è segretamente innamorato, e Lance, un ragazzo invece molto intraprendente con l'altro sesso. Sotto consiglio di quest'ultimo, Ian si esercita a comportarsi "da duro" con Miss Piaciosa, una ragazza di Knoxville (Tennessee) conosciuta in chat, la quale lo invita ad andare da lei per passare una notte insieme.
Ian è contrario a partire per un così lungo viaggio (dato che abita poco fuori Chicago) ma viene convinto da Lance a "prendere in prestito" la macchina del fratello Rex, una Pontiac GTO Judge del 1969, e a mettersi in viaggio per Knoxville. Ai due ragazzi si aggiunge anche Felicia, che arriva da Ian proprio mentre stanno partendo e a cui raccontano che stanno andando a trovare la nonna di Ian perché ha il cancro.
Lungo il viaggio i tre vivranno diverse avventure, come l'incontro con una comunità amish capitanati dallo strano Ezekiel, che gli riparano l'auto. Dopo aver passato una giornata in carcere per aver superato i limiti di velocità e aver ucciso un opossum, i tre (accompagnati da una ragazza amish innamorata di Lance) giungono finalmente a destinazione ma Ian viene raggiunto dal fratello, furioso per il furto dell'auto, che gli intima di tornare a casa e di non incontrare Miss Piaciosa. Dopo che Ian si finge gay, Rex gli permette di incontrarla, sperando che l'incontro possa fargli cambiare idea (Rex è infatti omofobo).
L'incontro con Miss Piaciosa è però traumatico: la ragazza si rivela essere una ladra che, insieme a un complice armato di pistola, ruba la vettura e i vestiti di Ian. Nel frattempo arriva anche un camionista che vuole vendicarsi con Lance che in precedenza gli aveva rubato la ragazza; la situazione sembra complicarsi, ma inaspettatamente è Ian a risolvere la situazione: travestito da ciambella, ruba l'arma del ladro e tiene tutti sotto scacco fino a che non arriva la polizia ad arrestare i malviventi.
Dopo essersi finalmente sdebitati con gli amish, Lance resta nella comunità per stare con la sua ragazza, di cui a breve diventerà il marito; Ian e Felicia finalmente ammettono di amarsi e si mettono insieme, perdendo la verginità la notte di San Silvestro mentre Rex, tra lo stupore della sua famiglia, fa coming out, diventa una persona responsabile e si fidanza con un ragazzo di colore.